# Dehnsen (Amelinghausen)
Dehnsen ist ein Ortsteil der Gemeinde Amelinghausen, Samtgemeinde Amelinghausen, im Landkreis Lüneburg, Niedersachsen (Deutschland).

## Geografie
Dehnsen befindet sich in der nördlichen Lüneburger Heide, 23 km von Lüneburg und 58 km von Hamburg entfernt.